# Thales Group
Thales Group är ett franskt försvarsindustriellt företag. Thales Group har specialiserat sig på informationssystem för flyg och försvar.